# Campionat del Món de Trial 1980
La temporada de 1980 del Campionat del Món de trial fou la 6a edició d'aquest campionat, organitzat per la FIM. El calendari oficial constava de 12 proves puntuables, celebrades entre el 9 de febrer i el 14 de setembre.
Aprofitant l'ensulsiada de Bultaco, sumida en una profunda crisi, Ulf Karlson i Montesa obtingueren per fi el seu primer (i únic en el cas del suec) títol mundial de trial. Karlson, que ja havia estat a punt de guanyar el títol amb Montesa els anys 1974 i 1977, protagonitzà una temporada molt regular en què obtingué una sola victòria per les sis del subcampió, Bernie Schreiber, tot i que el suec obtingué vuit podis més mentre que l'americà va patir les conseqüències de la crisi de Bultaco fins a la prova de França, on va fer debutar en el campionat la Italjet (de fet, una Bultaco Sherpa T pintada de verd).
Durant el campionat, el jove Eddy Lejeune, ara ja amb una Honda RTL 360 plenament competitiva, va demostrar el seu potencial en aconseguir tres victòries en tot just la seva segona temporada al mundial. Aquell any, a més, va debutar al campionat amb SWM un jove Gilles Burgat, que tot just l'any següent seria el campió i donaria el primer i únic títol mundial d'aquest esport a la marca italiana.

## Final de cicle
Aquella temporada fou la del darrer triomf d'una de les històriques motocicletes catalanes al mundial: Bultaco plegà aquell mateix any a mitja temporada deixant l'únic pilot que encara mantenia, Bernie Schreiber, sense assistència; OSSA feia temps que estava en crisi i, malgrat disposar d'una moto molt competitiva (la TR 80 "Groga"), aviat hagué de plegar també; finalment, Montesa acabaria essent absorbida per Honda el 1986 i els títols que tornà a guanyar a partir de 1996 ja van ser amb tecnologia bàsicament japonesa. Hagueren de passar 13 anys perquè una moto catalana tornés a guanyar aquest campionat: Fou Gas Gas amb Jordi Tarrés el 1993.
La greu crisi de Bultaco va provocar nombrosos canvis de marca entre els antics membres del seu equip oficial, tant a la pretemporada com durant el campionat. Yrjö Vesterinen i Manuel Soler passaren a Montesa, Martin Lampkin a SWM, Toni Gorgot a OSSA i Bernie Schreiber, com s'ha dit, a Italjet. El primer classificat a pilotar una Bultaco durant tot el campionat va ser el campió d'Àustria Joe Wallman, que acabà quinzè.

## Novetats

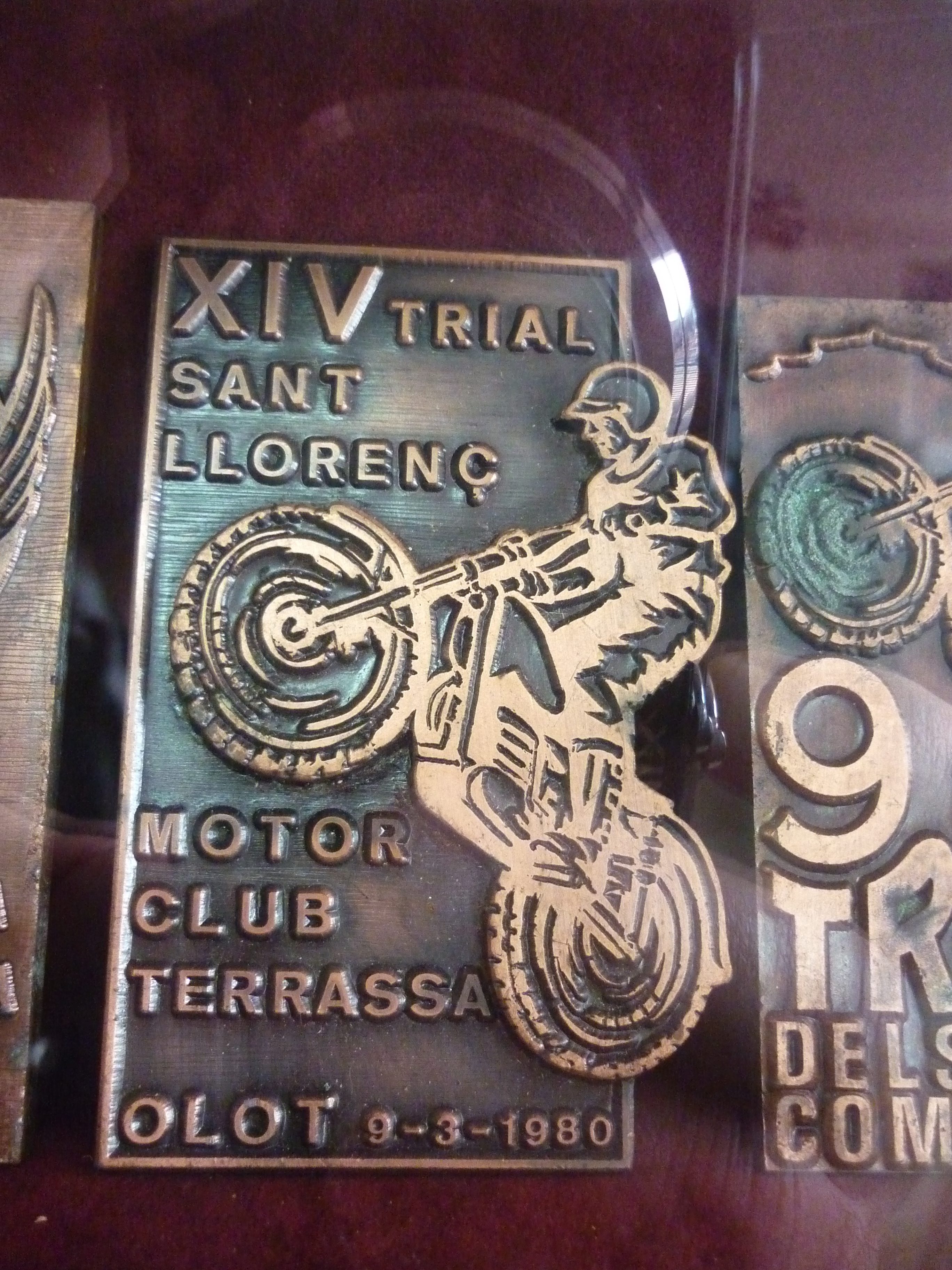
Trofeu del Trial de Sant Llorenç de 1980

Per primera vegada des de la seva inclusió al Campionat d'Europa el 1970, la prova catalana del mundial, el Trial de Sant Llorenç, es disputà fora del seu escenari original, els voltants de Parc Natural de Sant Llorenç del Munt. Les pressions de diverses entitats ecologistes van provocar que la prova es traslladés a Olot, tot i que va mantenir el seu nom tradicional
A banda de la diàspora de Bultaco, aquell va haver-hi altres canvis destacats: Jaume Subirà va fitxar per Fantic i va començar a obtenir bons resultats amb la moto italiana, com ara el segon lloc a Txecoslovàquia per darrere de Schreiber. El seu company a l'equip de Fantic va ser Xavier Miquel, provinent de Bultaco. Charles Coutard canvià de SWM a Montesa i Mick Andrews deixà OSSA i tornà a pilotar una Yamaha, en uns moments en què estava més centrat en la producció de les seves Majesty. L'anglès va puntuar aquell any només en una prova, Gran Bretanya, que va guanyar amb la Yamaha. Fou la darrera victòria al mundial de la seva carrera alhora que la seva darrera temporada en actiu al campionat (des d'aleshores, l'anglès va participar només esporàdicament en la ronda britànica).
Com a curiositat, el 1980 fou el primer any en què participava al campionat (i hi obtenia punts) un japonès: Fou Kiyoteru Hattori, que hi competia com a tercer pilot de l'equip d'Honda al costat de Lejeune i Rob Shepherd. El japonès va acabar novè a Txecoslovàquia i es classificà en la vint-i-sisena posició final del campionat.

## Sistema de puntuació
Barem de puntuació de 1969 a 1983:
| Posició | 1  | 2  | 3  | 4 | 5 | 6 | 7 | 8 | 9 | 10 |
| Punts   | 15 | 12 | 10 | 8 | 6 | 5 | 4 | 3 | 2 | 1  |

## Calendari
| Ronda | Data           | Prova          | Lloc                 | Guanyador        |
| ----- | -------------- | -------------- | -------------------- | ---------------- |
| 1     | 9 de febrer    | Irlanda        | Newtownards          | Ulf Karlson      |
| 2     | 16 de febrer   | Gran Bretanya  | Bovey Tracey         | Mick Andrews     |
| 3     | 24 de febrer   | Bèlgica        | Bilstain             | Eddy Lejeune     |
| 4     | 9 de març      | Espanya        | Olot                 | Bernie Schreiber |
| 5     | 20 d'abril     | Àustria        | Heinrichs bei Weitra | Eddy Lejeune     |
| 6     | 1 de juny      | França         | Saint-Christophe     | Bernie Schreiber |
| 7     | 23 de juny     | Suïssa         | Fully                | Eddy Lejeune     |
| 8     | 30 de juny     | Alemanya       | Kiefersfelden        | Yrjö Vesterinen  |
| 9     | 13 de juliol   | Itàlia         | Chiesa in Valmalenco | Bernie Schreiber |
| 10    | 24 d'agost     | Finlàndia      | Tervakovski          | Bernie Schreiber |
| 11    | 31 d'agost     | Suècia         | Karlskoga            | Bernie Schreiber |
| 12    | 14 de setembre | Txecoslovàquia | Ricany               | Bernie Schreiber |

Notes
1. ↑  A la Baixa Àustria
2. ↑  A Baviera
3. ↑  A la província de Sondrio, Llombardia
4. ↑  A Janakkala, Tavàstia Pròpia

## Classificació final
| Posició | Pilot            | Motocicleta     | Punts |
| ------- | ---------------- | --------------- | ----- |
| 1       | Ulf Karlson      | Montesa         | 121   |
| 2       | Bernie Schreiber | Bultaco/Italjet | 111   |
| 3       | Yrjö Vesterinen  | Montesa         | 94    |
| 4       | Eddy Lejeune     | Honda           | 86    |
| 5       | Martin Lampkin   | Bultaco/SWM     | 61    |
| 6       | Manuel Soler     | Bultaco/Montesa | 47    |
| 7       | Toni Gorgot      | OSSA            | 41    |
| 8       | Malcolm Rathmell | Montesa         | 40    |
| 9       | Rob Shepherd     | Honda           | 39    |
| 10      | Jaume Subirà     | Fantic          | 29    |
| 11      | Gilles Burgat    | SWM             | 18    |
| 12      | Mick Andrews     | Yamaha          | 15    |
|         |                  |                 |       |
| 17      | Albert Juvanteny | OSSA            | 8     |
|         |                  |                 |       |
| 28      | Xavier Miquel    | Fantic          | 1     |
| 29      | Pere Ollé        | Montesa         | 1     |